# Villa Favorita (Biel)

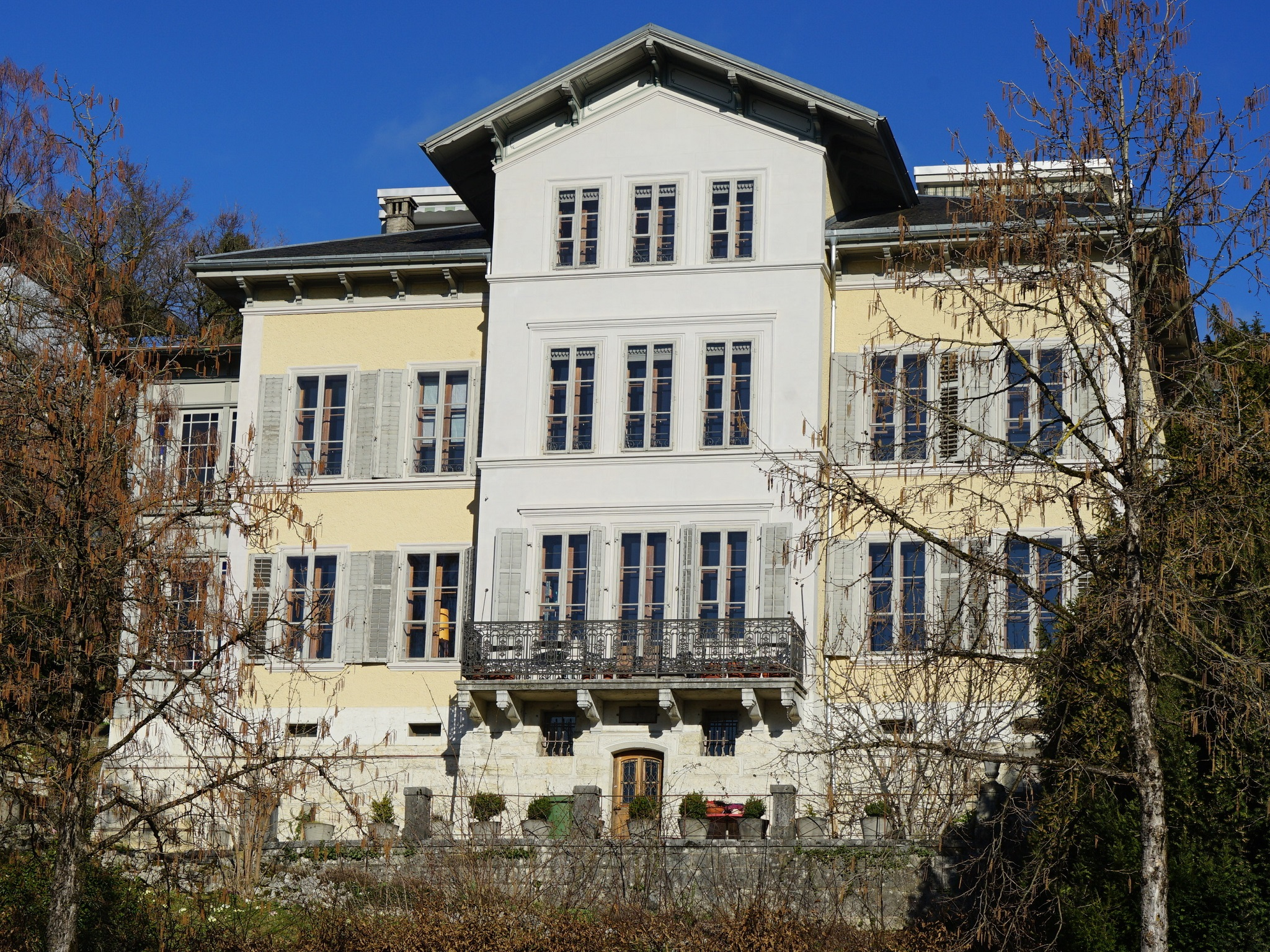
Ansicht von Süden, 2022

Die Villa Favorita in Biel (französisch Bienne) im Kanton Bern in der Schweiz wurde 1861 vollendet. Die Villa im Stil des Spätklassizismus gilt als «repräsentatives» sowie «vortreffliches» Gebäude und steht unter Denkmalschutz.

## Lage
Das Bauwerk liegt in Hanglage an der «Juravorstadt 39» im Quartier Neustadt Nord (Nouvelle ville nord) östlich der historischen Altstadt. Im Osten liegen die 1858 erbaute «Villa Choisy» mit einer Remise sowie die 1929 vollendete römisch-katholische Pfarrkirche St. Maria. Die ehemaligen Nutzgärten im Norden reichten bis an die Schützengasse hinauf.

## Geschichte
Bauherr des Einfamilienhauses war der Pfarrer August Thellung. Im 20. Jahrhundert wurden dort sechs Wohnungen angelegt. Später erwarb die Stadt Biel die Liegenschaft, um dort einen Tunneleingang für die Altstadtumfahrung anzulegen. Der Heimatschutz verhinderte den Abriss. Ein Architekt erwarb 2007 das Bauwerk «in einem desolaten Zustand» und teilte die Villa in zwei Wohnungen auf. Die Erhaltung und Restaurierung der Villa wurde 2010 durch die Konferenz der Schweizerischen Denkmalpflegerinnen und Denkmalpfleger mit einem Preis ausgezeichnet.
Das Haus wurde 2003 als «schützenswert» in das «Bauinventar» der Denkmalpflege des Kantons Bern rechtswirksam aufgenommen und durch einen Vertrag vom 30. Januar 2008 geschützt. Kulturgüter-Objekte der «Kategorie C» wurden (Stand: Oktober 2023) noch nicht veröffentlicht.

## Beschreibung
Das Gebäude ist ein Putzbau mit zwei Geschossen und einem schwach geneigtem Walmdach mit Quergiebel. Die Dächer kragen über verzierten Konsolen aus. Die Südseite wird durch einen «kräftigen» dreigeschossigen sowie dreiachsigen Mittelrisalit geprägt. Der Balkon mit «qualitätvollem» Gitter ruht auf sechs «eleganten» Konsolen. Die Putzfassaden werden durch Ecklisenen sowie profilierte Gurt- und Dachgesimse gegliedert. Die Einfassungen der zeittypisch hohen Fenster sind sorgfältig profiliert. Diese haben ihre alte Teilung und sind meist mit Läden ausgestattet.

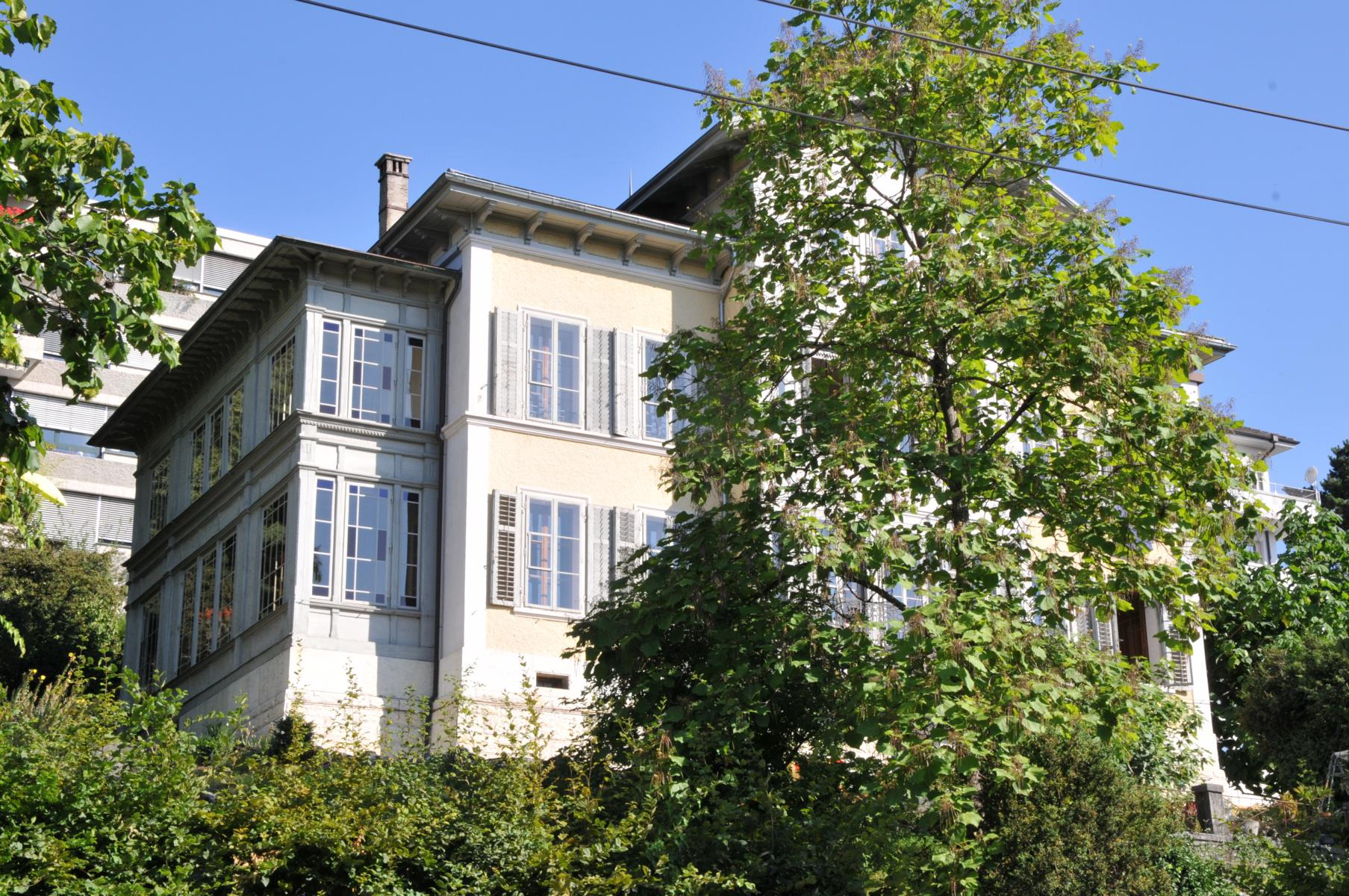
Ansicht des Anbaus, 2020

Der zweigeschossige Verandaanbau an der Westseite ist leicht eingezogen. Er ist in Holz konstruiert und gegliedert. Der flach gedeckte Bau ist mit feinen Schindeln verkleidet. Seine Fenster sind in den Farben gelb, blau und rot geometrisch gemustert.
Der Park fällt zur Strasse steil ab. Durch die Hanglage bedingt hat das etwas zurückversetzte Bauwerk im Süden ein rustiziertes Sockelgeschoss aus Kalkstein, das die Villa auffängt. Davor ist eine «grosszügige» Terrasse angelegt.

## Belege
1. 1 2 3 4 5  Denkmalpflege des Kantons Bern: Biel/Bienne, Juravorstadt 39. In: Bauinventar des Kantons Bern. Kanton Bern, abgerufen am 21. Januar 2024.
2. ↑  Niklaus Baschung: Der Garten ist die Seele des Hauses. In: kathbern.ch. 31. Mai 2013; abgerufen am 1. April 2022.
3. ↑  Marco Guetg: Ivo Thalmann und die Villa Favorita. Erneuerte alte Pracht. In: Heimatschutz. Band 105 (2010), Heft 3. S. 38–39.
4. ↑  0815architekten.ch: Villa Favorita Biel-Bienne. (mit Fotografien; abgerufen am 31. Oktober 2023)

Koordinaten: 47° 8′ 39,3″ N, 7° 14′ 56″ O; CH1903: 585607 / 221493